# Carlos Alberto Torres
Carlos Alberto Torres, Carlos Alberto (ur. 17 lipca 1944 w Rio de Janeiro, zm. 25 października 2016 tamże) – brazylijski piłkarz, grający na pozycji obrońcy.
Carlos Alberto Torres był reprezentantem Brazylii. Grał jako kapitan kadry podczas zwycięskiego Mundialu 1970. Kraj reprezentował 58 razy, strzelając 8 goli. Reprezentował też kluby: Fluminense FC, Santos FC, Botafogo, CR Flamengo i New York Cosmos. W Santosie oraz Cosmosie grał wspólnie z Pelem.
Po zakończeniu kariery został trenerem. Trenował m.in. piłkarzy w klubach brazylijskich, ale również reprezentacje Nigerii czy Omanu. 14 lutego 2004 został trenerem reprezentacji Azerbejdżanu. Po przegranym przez jego podopiecznych meczu z Polską 4 czerwca 2005 w Baku (0:3) (podczas którego po strzeleniu trzeciego gola przez Polaków m.in. uderzył arbitra technicznego i wbiegł na boisko, sugerując, że mecz jest ustawiony) podał się do dymisji.
Torres został wybrany przez Pelego do listy najwybitniejszych żyjących piłkarzy (FIFA 100) w marcu 2004.